# Famille Schultz
Pour les articles homonymes, voir Schultz.
Cette page explique l’histoire ou répertorie les différents membres de la famille Schultz.
Schultz ((von) Schultz, parfois Schoultz ; (фон) Шульц en russe) est le patronyme d'une ancienne famille germano-balte. A noter que Schultz est nom de famille courant dans les pays germaniques.

## Histoire
Cette famille Schultz est originaire de Mecklembourg et remonte à Jürgen Schultz né vers 1560, père de Samuel Schultz (ca. 1590-1663), marchand à Parchim, propriétaire, et père du suivant Georg Schultz qui s'installa en Estonie.

## Membres notables
- Georg Schultz (et) (1653, Mecklembourg - 1710, Haapsalu), pasteur estonien. Après des études à l'université d'Iéna, il professe à la paroisse Sainte-Marie-Madeleine de Röthel de 1683 à 1710. Il devient pasteur de la paroisse de Küla en 1706. Lors de la traduction du Nouveau Testament en estonien, il a voulu s'en tenir à l'ancienne orthographe. Père du suivant.
  - Georg Friedrich Schultz (et) (1689-1764), pasteur estonien, il étudia la théologie à l'université de Halle (1711-1717). Professeur à la paroisse Saint-Nicolas de Küla (1718-1764), il est ministre principal (senior ministerii, ancien du pastorat estonien) à partir de 1752. Partisan du piétisme et des Frères moraves. Père des suivants.
    - Johann Friedrich Schultz (et) (1727-1768), pasteur (1756) puis pasteur en chef (1767) de la Sainte-Marie de Reval, assesseur du consistoire d'Estonie. Père du suivant.
      - Moritz Christianovitch von Schultz (ru) (1806, Reval - 1888, Tauroggen), General der Kavallerie (équivalent au grade de général de corps d'armée) russe. Il inspira le poète Mikhaïl Lermontov. Frère du suivant:
      - Georg Julius von Schultz (de) (1808, Reval - 1875, Vienne), médecin, écrivain, poète, publiciste et folkloriste allemand de la Baltique. On le retrouve parfois sous le nom de Schultz de Torma, du nom du manoir familial. Il étudie la médecine (ophtalmologie et chirurgie) à l'Université de Dorpat (1826-1833) et pratique en Russie avec le rang de conseiller d'État. Il est l'un des fondateurs de l'Institut anatomique de l'Académie médico-chirurgical de Russie. Il voyage par la suite à travers l'Europe et commence une carrière d'écrivain sous le pseudonyme de Dr. Bertram. Il rencontre Alexander von Humboldt à Berlin, Justinus Kerner et Ludwig Uhland en Wurtemberg, Heinrich Heine à Paris ou encore Friedrich Hebbel à Vienne où il meurt accidentellement. Il y reçoit une tombe d'honneur au sein du cimetière évangélique de Matzleinsdorf.
        - Ella Adaïewsky, née von Schultz (1846-1926), compositrice, pianiste et ethnomusicologue russe. Fille du précédent et de Theodora von Unzer (1820–1899).

    - Carl Gustav Schultz (et) (1732-1774), pasteur estonien, il étudie à l'Université de Halle (1750-1754) puis devient enseignant. Il est professeur adjoint (1756-1764) puis professeur (1764-1774) à la paroisse Saint-Nicolas de Küla. Il devient en 1773 assesseur du Consistoire estonien. Fils du précédent Georg Friedrich et père du suivant. 
      - Carl Gustav Schultz (et) le jeune (1768-1844), pasteur estonien, il étudia à Reval puis à l'Université Christian Albrecht de Kiel. Professeur adjoint (1789–1796) puis professeur (1796–1844) à la paroisse Saint-Jean de Goldenbeck. Pasteur de Maa-Lääne (1825) et ministre principal (senior ministerii) à partir de 1835. Père du suivant.
        - August Konstantin Schultz (et) (1805-1848). pasteur estonien, il étudia à l'École-cathédrale de Reval puis à l'Université de Tartu (1827–1830). Il était alors professeur à domicile et professeur de langue et de littérature allemandes à l'Institut Marie des jeunes filles nobles de Smolny. Il est professeur à la paroisse Saint-Jean de Goldenbeck (1844-1848). Fondateur de la Société biblique de Goldenbeck (1845).

De la même famille:
- Heinrich Gottlieb von Schulz (1794-1828), chirurgien-chef au département de la marine, directeur de l'hôpital naval de Reval, cousin du Docteur et général von Schulz, père du suivant.
  - Fiodor Bogdanovitch von Schultz (ru) (1820-1880), contre-amiral de la marine impériale russe. Père des trois suivants:
    - Wilhelm Fiodorovitch von Schultz (ru) (1825-1891), Kapitan 2-go ranga de la marine.
    - Mikhaïl Fiodorovitch von Schulz (de) (1861-1919), vitse-admiral de la marine impériale russe.
    - Konstantin Fiodorovitch von Schultz (ru) (1864-1904) , Kapitan 2-rang, il accomplit un tour du monde (188-1889) à bord du Vityaz.
    - Olga Fiodorovna von Schultz (1866-1942), épouse du vice-amiral Ludwig Kerber.

  - Karl Bogdanovitch (Carl Gottlieb) von Schultz (1821, Reval - ), fonctionnaire des douanes de Reval.
    - Ewald Karlovitch (Ewald Peter Gottlieb) von Schultz (ru) (1869-1941), kapitan 1-go ranga, chef de l'aile libérale du parti pro-fasciste russe en Estonie. Victime de la répression politique en Union soviétique.

## Sources
- Deutschbaltisches biographisches Lexikon 1710–1960, Commission historique de la Baltique, Olaf Welding, Erik Amburger et Georg von Krusenstjern, Ed. Wilhelm Lenz. Böhlau, Köln/Vienne, 1970   (ISBN 3-412-42670-9).